# Harry Styles
Harry Edward Styles (rojen 1. februarja 1994) je angleški pevec, igralec in fotomodel, prav tako znan kot član fantovske pop skupine One Direction. Harry se je rodil v Redditchu, Worcesterchire, mami Anne Cox in očetu Desmondu (Desu) Stylesu.

### Odraščanje
Harry se je rodil v Redditchu, Worcesterchire, mami Anne Cox (dekliški priimek Selley) in očetu Desmondu Stylesu - Desu. Odraščal je v Holmes Chapelu, Cheshire, kamor se je preselil s starši in starejšo sestro Gemmo. Eden izmed njegovih najzgodnješih spominov iz otroštva je obisk Disney Worlda. Styles je obiskoval srednjo šolo v Holmes Chapelu in bil v srednješolskih letih glavni pevec skupine White Eskimo. Njegova starša sta se ločila, ko mu je bilo sedem let, njegova mati pa se je kasneje znova poročila z Robinom Twistom. Ta je leta 2017 preminil zaradi raka.  
V svoji avdiciji na X Factorju leta 2010 je Harry omenil, da namerava študirati pravo. Leta 2015 je v enem izmed intervjujev zopet pripomnil, da bi, če se mu z glasbo ne bi izšlo, postal odvetnik. Njegova sestra Gemma je v članku objavljenem v reviji Another Man leta 2016 razkrila, da je Harry razmišljal tudi o službi na področju fizioterapije. 

### Začetek pevske kariere
Kot otrok je zelo rad pel, za vzornika pa je imel Elvisa Presleya ter skupino The Beatles. Pri najstniških letih je delal v W. Mandeville pekarni v Holmes Chapelu in pel po lokalih s svojo skupino White Eskimo, s katero je tudi zmagal na vaškem tekmovanju Battle of the Bands.

### One Direction
Leta 2010 se je Styles prijavil kot solo pevec na tekmovanje X Factor v sedmi sezoni šova, vendar ni prišel daleč, saj ni bil sprejet v kategoriji fantov v 'hiši sodnikov'. Sodniki so ga zato združili v skupino, imenovano One Direction, katere ostali člani so bili še Louis Tomlinson, Niall Horan, Liam Payne in Zayn Malik.  Pobudnica te ideje pa je bila ena od sodnic, Nicole Scherzinger. Dali so jim 2 tedna, da se spoznajo in skupaj vadijo. Tekmovali so v kategoriji skupin. Prvo pesem, ki so jo zapeli kot skupina je bila akustična verzija pesmi 'Torn'. Simon Cowell je kasneje komentiral njihov nastop kot enkraten, edinstven in profesionalen nastop. Skupina je kmalu postala popularna po vsem Združenem Kraljestvu. One Direction so pristali na 3. mestu šova, v finalu pa so zapeli pesem 'Forever Young'. Kmalu je bilo oznanjeno, da so podpisali pogodbo z Cowellomn in njegovo založbo Syco Records. Januarja 2011 pa so začeli snemati njihov prvi debitanski album. Napisali pa so tudi svojo prvo knjigo z naslovom One Direction: Forever Young, ki je izšla februarja 2011. One Direction so izdali pet albumov in prejeli veliko nagrad: 7 BRIT nagrad, 7 American Music nagrad, 5 Billboard Touring nagrad in 4 MTV Video Music nagrad. Njihov prvi debitanski singl 'What Makes You Beautiful' je prišel na prva mesta glasbenih lestvic in prodali so približno 5 milijonov izvodov/kopij in s tem je singl postal eden izmed najbolj prodajanih singlov skozi čas. Leta 2015 je skupino zapustil Zayn Malik, ostali člani skupine so za tem napisali še en album, brez Zayna, ki se imenuje Made In The AM. Leta 2016 so fantje oznanili, da si bojo vzeli odmor.

### Solo kariera
Leta 2017, eno leto po tem, ko je skupina One Direction oznanila odmor je Harry izdal svoj prvi solo album "Harry Styles" na katerem je 10 pesmi (Meet Me In The Hallway, Sign Of The Times, Carolina, Two Ghosts, Sweet Creature, Only Angel, Kiwi, Ever Since New York, Woman in From The Dining Table). Leta 2018 pa je tudi končal svojo prvo svetovno turnejo "Live on Tour".  
Junija, leta 2018 pa nas je Styles presenetil s svojo prvo GUCCI kampanjo. Septembra isto leto pa nas je presenetil že z drugo, maja, leta 2019 pa že s tretjo. Leta 2020 je tudi postal prvi moški na naslovnici US Vogue revije v kateri je oblekel 'ženska' oblačila in s tem navdušil veliko ljudi. 
Decembra 2019 je izdal svoj drug album "Fine Line" z dvanajstimi pesmi. Oznanil je tudi drugo svetovno turnejo "Love on Tour," ki bi se pričela 15. aprila 2020 in trajala vso leto, vendar je bila zaradi COVID19 prestavljena v leto 2021.  
1. Album: Harry Styles
| Leto | Naslov Pesmi           | Izvajalec    |
| ---- | ---------------------- | ------------ |
| 2017 | Meet Me In The Hallway | Harry Styles |
| 2017 | Medicine               | Harry Styles |
| 2017 | Sign Of The Times      | Harry Styles |
| 2017 | Carolina               | Harry Styles |
| 2017 | Two Ghosts             | Harry Styles |
| 2017 | Sweet Creature         | Harry Styles |
| 2017 | Only Angel             | Harry Styles |
| 2017 | Kiwi                   | Harry Styles |
| 2017 | Ever Since New York    | Harry Styles |
| 2017 | Woman                  | Harry Styles |
| 2017 | From The Dining Table  | Harry Styles |

### 2. Album: Fine Line
| Leto | Naslov Pesmi               | Izvajalec    |
| ---- | -------------------------- | ------------ |
| 2019 | Golden                     | Harry Styles |
| 2019 | Watermelon Sugar           | Harry Styles |
| 2019 | Adore You                  | Harry Styles |
| 2019 | Lights Up                  | Harry Styles |
| 2019 | Cherry                     | Harry Styles |
| 2019 | Falling                    | Harry Styles |
| 2019 | To Be So Lonely            | Harry Styles |
| 2019 | She                        | Harry Styles |
| 2019 | Sunflower, Vol. 6          | Harry Styles |
| 2019 | Canyon Moon                | Harry Styles |
| 2019 | Treat People With Kindness | Harry Styles |
| 2019 | Fine Line                  | Harry Styles |

### 3. Album: Harry's House
| Leto | Naslov pesmi                 | Izvajalec    |
| ---- | ---------------------------- | ------------ |
| 2022 | Music for a Sushi Restaurant | Harry Styles |
| 2022 | Late Night Talking           | Harry Styles |
| 2022 | Grapejuice                   | Harry Styles |
| 2022 | As It Was                    | Harry Styles |
| 2022 | Daylight                     | Harry Styles |
| 2022 | Little Freak                 | Harry Styles |
| 2022 | Matilda                      | Harry Styles |
| 2022 | Cinema                       | Harry Styles |
| 2022 | Daydreaming                  | Harry Styles |
| 2022 | Keep Driving                 | Harry Styles |
| 2022 | Satellite                    | Harry Styles |
| 2022 | Boyfriends                   | Harry Styles |
| 2022 | Love of My Life              | Harry Styles |

### Filmi
| Leto | Naslov Filma                                   | Vloga         | Zvrst                       |
| ---- | ---------------------------------------------- | ------------- | --------------------------- |
| 2013 | One Direction: This Is Us                      | Harry Styles  | Dokumentarni koncertni film |
| 2014 | One Direction: Where We Are – The Concert Film | Harry Styles  | Koncertni film              |
| 2017 | Harry Styles: Behind the Album                 | Harry Styles  | Dokumentarni film           |
| 2017 | Dunkirk                                        | Alex          | Akcijska vojna drama        |
| 2021 | Eternals                                       | Eros          | Znanstveno-fantastični film |
| 2022 | Don't worry darling                            | Jack Chambers | Triler/Grozljivka           |
| 2022 | My policeman                                   | Tom Burgess   | Romantika/Drama             |